# Fujifilm
Fujifilm Holdings Corporation (富士フイルム株式会社  Fujifuirumu Kabushiki-kaisha?), care comercializează sub numele de Fujifilm, sau pur și simplu Fuji, este un conglomerat multinațional japonez cu sediul în Tokyo, Japonia, care operează în domeniul fotografiei, opticii, electronicii de birou și medicale, biotehnologie,  și substanțe chimice.
Ofertele companiei care a început ca producător de filme fotografice, pe care le produce în continuare, includ: soluții documentare, echipamente de imagistică și diagnosticare medicală, produse cosmetice, medicamente farmaceutice, medicină regenerativă, celule stem, producție de produse biologice, stocare de date pe bandă magnetică, film optic pentru ecrane cu ecran plat, dispozitive optice, fotocopiatoare și imprimante, aparate foto digitale, fotografie color, hârtie color, echipamente și materiale de finisaj foto și arte grafice.